# Der Hexenmeister
Der Hexenmeister, auch Zauberer und Drache, ist der Titel zweier Gemälde von Carl Spitzweg, die 1875 und 1880 in Öl auf Leinwand entstanden. Ein Gemälde befindet sich heute im Museum Georg Schäfer in Schweinfurt, das andere ist Eigentum der Erben des Sammlers Leo Bendel. Die Bilder sind im Motiv nahezu identisch und unterscheiden sich in der Größe und in der Farbgebung.

## Bildbeschreibung
In der unteren Bildhälfte steht inmitten einer finsteren Felslandschaft der Hexenmeister, um den herum sechs oder sieben Totenschädel kreisförmig angeordnet sind. In der Pose eines Schulmeisters oder Dompteurs hat er seinen Stab hochgereckt. Vor ihm erhebt sich mit offenem Maul ein nicht allzu großer Drache, der sich mit seinen Vordertatzen an einem Felsbrocken festkrallt, um den sich auch sein schlangenhafter Schwanz legt. Die Flügel heben sich schwarz gegen einen glutroten Schein ab, der aus dem Untergrund, wohl einer Felsspalte, dringt. Darüber kräuselt sich dichter, bleigrauer Rauch, hinter dem neben einer aufragenden Säule eine sonnenbeschienenes Märchenschloss sichtbar wird, nicht unähnlich dem Schloss Neuschwanstein, dessen Bau 1869 begonnen worden war.
Die Signatur des Künstlers, das S mit dem stilisierten Spitzweck, findet sich unten links am Bildrand.

## Rezeption
Ursula Seibold-Bultmann sieht in der Neuen Zürcher Zeitung den Drachen als Fafnir aus der nordischen Mythologie und das Gemälde als einen Seitenhieb auf „die Wagner-Begeisterung des Bayernkönigs Ludwig II. und [...] Michael Echters Nibelungen-Wandbildern aus der Münchner Residenz (1864).“ Lisa Zeitz würdigt in der Frankfurter Allgemeinen Zeitung den Hexenmeister und Spitzwegs Gemälde Justitia als „zwei besonders schöne Gemälde mit dem typisch leisen Humor von Carl Spitzweg.“

## Provenienz
Das kleinere der beiden Gemälde mit den Maßen 29,8 × 21,9 Zentimeter hat die Werkverzeichnisnummer 1394 und wurde mit der Sammlung des Industriellen Georg Schäfer in das Museum Georg Schäfer in Schweinfurt übergeben und ist dort seit dem Jahr 2000 ausgestellt.
Das größere Gemälde hat die Maße 47,1 × 26,2 Zentimeter und die Werkverzeichnisnummer 1395. Es befand sich Anfang der 1930er Jahre im Besitz von Leo Bendel, Generalvertreter der Tabakunternehmen Ermeler und JOB Zigarettenpapier, in Berlin. Nach der Machtergreifung der Nationalsozialisten wurde Bendel 1935 entlassen; er und seine Frau Else mussten Möbel und Kunstwerke unter Wert verkaufen, um Mittel für die Emigration aufzubringen. Den Hexenmeister verkaufte Bendel am 15. Juni 1937 für 18.000 Reichsmark an die Galerie Heinemann in München. Dieser Vorgang ist rechtlich als verfolgungsbedingter Vermögensverlust anzusehen, das Bild gilt damit als NS-Raubkunst. Am 12. August 1937 erwarb die Gattin des Backpulverfabrikanten August Oetker, Caroline „Lina“ Oetker das Gemälde zum Preis von 28.000 Reichsmark. 1968 kam es durch Erbfolge an Rudolf-August Oetker, es stand dann, seit deren Gründung, im Eigentum der Kunstsammlung Rudolf August Oetker GmbH. Im Juni 2006 wandten sich die Erben Bendel an die Kunstsammlung GmbH und regten ein Gespräch an, um eine „faire und gerechte Lösung“ gemäß der Washingtoner Erklärung zu verhandeln. Die Kunstsammlung GmbH lehnte jedoch jedes Gespräch ab.
Im Oktober 2016 gab der Oetker Konzern bekannt, dass die Kunstsammlung auf eventuelle Raubkunst untersucht wird und auch der Hexenmeister vermutlich zurückgegeben wird, nachdem im Juli eine Ausstellung von Goldschmiedekunst der Oetker Sammlung in Toulouse für Aufsehen, auf Grund der Unklarheit der Herkunft der Kunstobjekte,  erregt hatte.
Im November 2019 hat die Kunstsammlung Rudolf-August Oetker GmbH das  Gemälde an die Nachkommen des jüdischen Sammlers Leo Bendel zurückgegeben. Der Restitution vorausgegangen war eine jahrelange internationale Suche nach den rechtmäßigen Erben des von den Nationalsozialisten ermordeten ursprünglichen Eigentümers.